# مونولینورون
مونولینورون (به انگلیسی: Monolinuron) یک ترکیب شیمیایی با شناسه پاب‌کم ۱۵۶۲۹ است؛ و جرم مولی آن 214.6 g/mol می‌باشد.